# 白涛街道
白涛街道，是中华人民共和国重庆市涪陵区下辖的一个乡镇级行政单位，位于重庆市涪陵区东南部。2008年5月，重庆市涪陵区山窝乡、白涛镇合并为白涛街道。

## 行政区划
白涛街道下辖以下地区：
白涛社区、油坊社区、小田溪社区、官桥社区、建峰社区、三门子村、麦子坪村、高峰寺村、柏林村、联农村、乐道村、谷花村、水源村、哨楼村、崇山村、石门村、天星村和新立村。